# Иван Ребров (певец)
Ива́н Па́влович Ребро́в (нем. Ivan Rebroff; 31 июля 1931, Шпандау, Германия — 27 февраля 2008, Франкфурт-на-Майне, Германия) — немецкий певец с диапазоном голоса в четыре октавы. Исполнял русские песни и романсы, народные песни многих других стран, оперные партии и духовную музыку.

## Биография
Ребров родился как Ханс-Рольф Рипперт в Шпандау в семье немецкого инженера. Детство провёл в городе Халле.
Учился пению в Государственной высшей школе музыки в Гамбурге (Hochschule für Musik und Tanz Hamburg; 1953—1959) как лауреат стипендии Фулбрайта, а также брал уроки у известного баса Александра Кипниса. В 1958 году он победил в институтском конкурсе пения. В 1954 году был принят в Черноморский казачий хор, которым руководил в тот период Андрей Иванович Шолух (1895—1979). Именно Шолух подал ему идею взять сценический псевдоним «Ребров», переведя на русский фамилию и имя его отца, инженера из Гессена Пауля Рипперта (нем. die Rippe — 'ребро'), заметив: «Иван Павлович, если хочешь сделать карьеру с русскими песнями, — пой только по-русски!»
Знаком был Ребров и с казаками из Уральского казачьего хора и особенно с Хором донских казаков под управлением Сергея Жарова (1897—1985), переняв у них многие вокальные приёмы, оттачивая своё вокальное мастерство и умение брать как самые высокие ноты (фа-соль второй октавы), так и предельно низкие, свойственные русским басам-октавистам (ля-соль-фа контроктавы). Победив на конкурсе молодых талантов в Мюнхене, он получил трёхгодичный контракт на работу в Гельзенкирхенском оперном театре, где с успехом исполнял партии Дона Базилио, Короля Генриха, Бориса Годунова и многих других, с успехом выступал он и во Франкфурте-на-Майне. Однако оперная карьера Ивана Реброва, о которой певец так мечтал, не задалась: в ноябре 1967 года на одном из показов оперетты Жака Оффенбаха «Орфей в аду» он порвал ахиллово сухожилие, и врачи предписали полный покой. В период вынужденного простоя певец записал пластинку с несколькими русскими песнями, среди них была «Легенда о двенадцати разбойниках», которая в начале 1968 года прозвучала на радио в одной музыкальной передаче. Мгновенно посыпались сотни писем с просьбой рассказать о певце с таким уникальным голосом. Осенью того же года банкир Ротшильд, в поисках главного героя для постановки мюзикла «Тевье из Анатевки» («Скрипач на крыше») по повести Шолом-Алейхема, остановил свой выбор на Реброве, что стало поворотным этапом в его карьере. В Париже в театре Мариньи на Елисейских полях французская версия этого мюзикла с Ребровым в партии Тевье-молочника выдержала более 1400 представлений. С этого начались мировые турне Реброва по всему миру с русским репертуаром в сопровождении ансамблей «Чайка» и «Тройка». В партии русского «Князя Орловского» в оперетте «Летучая мышь» Ребров дебютировал в 1975 году, артист изменил традицию этой «брючной партии», исполняемой обычно женским голосом меццо-сопрано.
В год певец давал до 300 концертов. Свободно владея пятью языками, в том числе и русским, Ребров распространял и популяризировал русские песни и романсы по многим странам. Трижды певец бывал в Советском Союзе, дважды — неофициально, в качестве туриста в начале 1970-х годов, а весной 1989 года по приглашению Михаила Горбачёва состоялся первый сольный концерт Реброва в Москве во дворце спорта «Динамо» в сопровождении Оркестра народных инструментов им. Н. П. Осипова.
С 1975 года Ребров жил попеременно то в собственном замке в Германии в районе Таунусских гор, то на личной вилле на греческом острове Скопелос в Эгейском море, в 1991 году певцу было присвоено звание Почётного гражданина этого острова. В Германии в 1985 году Ребров был награждён орденом «За заслуги перед Федеративной Республикой Германия». За свою карьеру певец записал 49 золотых и 1 платиновый диск, провёл множество шоу на немецком телевидении, снялся в ряде фильмов. Несмотря на ухудшающееся здоровье (диабет и проблемы с сердцем), до последних дней он продолжал давать концерты, выступал в залах и церквях, всё больше отдавая предпочтение духовным кантатам и ариям, был гостем многих телевизионных передач. Свой последний концерт он дал в венской Вотивкирхе в декабре 2007 года.
Несмотря на шокирующий некоторых иностранцев облик «русского медведя» — в неизменной меховой шапке, собольей шубе и расшитой косоворотке, Ребров был очень популярен в Германии и Западной Европе. «Всей душой я русский, моё сердце принадлежит России!» — говорил певец в редких интервью.
На протяжении своей карьеры Ребров заработал внушительное состояние. В интервью «Радио Свобода» он сказал: «Я напел на двадцать жизней!», однако накопительство и жадность ему не были свойственны. По словам Бориса Рубашкина: «Иван за всю жизнь ни с кем не испортил отношений, не рассорился. Дурных слухов о нём тоже почти не было». Страдая много лет от хронического сахарного диабета, он много сил отдавал проведению благотворительных мероприятий. Он составил объёмное завещание, в котором часть состояния завещал Ирме Вебер (совладелице «Концертного бюро Ивана Реброва» и его собственной звукозаписывающей студии «Elisar Records» в Оффенбурге), а другую — большую — на благотворительные цели и пожертвования. Заключив посмертный договор с десятками европейских издательств, он продолжил свою благотворительность: с определённой периодичностью продолжают выпускаться диски, средствами от продажи которых финансируются фонды помощи больным сахарным диабетом и научные разработки в этой области. Во избежание злоупотреблений и коррупции адвокаты-инкогнито контролируют коммерческую сторону всех договоров.
Ребров завещал развеять свой прах над Эгейским морем, но в апреле 2008 года урна с прахом исчезла.

### Семья
Единокровный брат Ивана Реброва — летчик люфтваффе Хорст Рипперт (1922—2013), который, по одной из версий, сбил самолет Антуана де Сент-Экзюпери во время Второй мировой войны.
По словам Герберта Дауме, назвавшегося другом Реброва, тот был по его предположению гомосексуалом. Что скорее всего не соответствует действительности.

## Наследие
Ребров — певец с необычайно подвижным голосом. Хотя согласно традиционной классификации он — бас, но эластичность его связок позволяла, используя фальцет, достигать ноты в 3–4-й октавах, свойственные обычно колоратурным сопрано. Посему остается фактом, что Ребров мог петь как басом профундо, так и высоким басом и даже контратенором в фальцетном режиме.
Иван Ребров выпустил 49 золотых и 1 платиновый диск, из которых 36 посвящены русскому фольклору. Концерт, прошедший 5 октября 1982 года в Сиднее, был полностью снят на видео.

### Пластинки[6]

#### 1968
- Folk Songs from Old Russia (Volksweisen aus dem alten Russland)
- Folk Songs from Old Russia Volume II (Volksweisen aus dem alten Russland 2)
- Original russische Liebeslieder
- Na Sdarowje
- Slawische Seele (Compilation album shared with Tatjana Ivanow & Dunja Rajter)

#### 1969
- Beim Klang der Balalaika, Au son des Balalaikas (French version of Beim Klang der Balalaika)
- Abendglocken (Compilation)
- Russische Weihnacht mit Ivan Rebroff
- A Russian Christmas
- Un Violon sur le toit (французская версия мюзикла «Скрипач на крыше» Джерри Бока по повести Шолом-Алейхема «Тевье-молочник»)
- Russische Party («Live» album)
- Festliche Weihnacht
- A Festive Christmas (Festliche Weihnacht re-issue)
- A Russian Christmas (English version of Russische Weihnacht?)

#### 1970
- Somewhere My Love (English language versions)
- Kosaken müssen reiten (German language versions)
- Ivan Rebroff (Compilation?)

#### 1971
- The Best of Ivan Rebroff (Compilation)
- Sing vir ons (South African album)
- Vir Jou Suide-Afrika (South African album)
- Ivan Rebroff (Opera)
- Kalinka (Soundtrack from L’Homme qui vient de la Nuit)
- Mein Russland, du bist schön (German language versions)
- Starportrait (Compilation)
- Zwischen Donau und Don (with Dunja Rajter)

#### 1972
- Erinnerungen an Russland (Russian language versions)
- The Best of Ivan Rebroff Volume II (Compilation)

#### 1973
- Lieder der Welt (Folk songs from around the world)
- Mein Altes Russland (lushly arranged Russian folk songs)
- 25 Greatest Russian Melodies (Compilation with Tatiana Ivanov (2 duets))
- 20 Greatest Hits (Compilation)

#### 1974
- Russische Party 2 («Live» album)

#### 1975
- Ivan Rebroff at Carnegie Hall (Live at Carnegie Hall)
- Reich Mir Die Hand
- Russische Lieder Von Liebe und Tod

#### 1977
- Midnight in Moscow (Russian language versions)
- Komm mit nach Hellas (German language versions of Greek songs)

#### 1978
- Mitternacht in Moskau (German version of Midnight in Moscow)

#### 1979
- Ave Maria
- Die Ivan Rebroff Versameling (Compilation of South African tracks)

#### 1980
- Zauber einer großen Stimme 20 Unvergängliche Welterfolge
- Zauber einer größen stimme Seine Grossten Welterfolge
- Die schönsten lieder dieser Welt (Ivan Rebroff singt 20 unvergängliche Melodien)
- Katharina und Potemkin (TV Musical/Operetta)

### CD

#### 2002
- Meine Reise um die Welt
- The Great Ivan Rebroff

#### 2003
- Seine Grössten Welterfolge
- Best of Ivan Rebroff
- Golden Stars

### Сборники
- Festliche Weihnachten
- The Art of Ivan Rebroff
- The Best of Russian Folk Songs Vol. 1
- The Best of Russian Folk Songs Vol. 2
- Erinnerungen an das letzte Jahrhundert (Memories of the Last Century)
- Der Zarewitsch (Operette von F. Lehar)
- Die Fledermaus (Operette von J. Strauss II)
- Weihnachten mit Ivan Rebroff
- Die schönste stimme Russlands
- Kosakenträume